# Kanton Padcaya
Der Kanton Padcaya ist ein Gemeindebezirk im Departamento Tarija im südamerikanischen Anden-Staat Bolivien; seit 2009 werden Kantone in Bolivien jedoch nicht mehr als offizielle administrative Einheit geführt.

## Lage
Der Cantón Padcaya ist einer von zwölf Kantonen des Landkreises (bolivianisch: Municipio) Padcaya in der Provinz Aniceto Arce. Er grenzt im Norden an die Provinz José María Avilés, im Westen an den Kanton Chaguaya, im Südwesten an den Kanton Rosillas, im Süden an den Kanton La Merced, und im Südosten und Osten an den Kanton Orozas.
Der Kanton liegt zwischen 21° 49' und 21° 55' südlicher Breite und 64° 34' und 64° 02' westlicher Länge. Seine höchste Ausdehnung in Ost-West-Richtung beträgt bis zu fünfzehn Kilometer und in Nord-Süd-Richtung bis zu elf Kilometer.
Der Kanton Padcaya umfasst acht Ortschaften, zentraler Ort des Kantons ist Padcaya mit 1.133 Einwohnern (Volkszählung 2001) im zentralen westlichen Teil des Landkreises. Die mittlere Höhe des Kantons ist 2200 m, in den westlich und östlich in dem Kanton verlaufenden Höhenrücken werden mit dem Cerro Huancani (2.960 m) Höhen bis zu knapp 3.000 Meter erreicht.

## Geographie
Der Kanton Padcaya liegt am Ostrand der Andenketten Boliviens zwischen dem Altiplano im Westen und dem bolivianischen Chaco-Tiefland im Osten. Das Klima der Region ist semihumid und weist ein Tageszeitenklima auf, bei dem die mittleren täglichen Temperaturschwankungen stärker ausfallen als die Temperaturschwankungen im Jahresverlauf.
Die mittlere Durchschnittstemperatur der Region liegt bei 13,5 °C (siehe Klimadiagramm Padcaya), die monatlichen Durchschnittstemperaturen schwanken zwischen 9 °C im Juni und Juli und 17 °C im Dezember und Januar. Der Jahresniederschlag beträgt 630 mm, bei einer ausgeprägten Trockenzeit von Mai bis September mit Monatsniederschlägen unter 10 mm, und einer Feuchtezeit von Dezember bis Februar mit Monatsniederschlägen deutlich über 100 mm.

## Bevölkerung
Die Einwohnerzahl in dem Kanton ist in den vergangenen beiden Jahrzehnten angestiegen:
- 1992: 2.358 Einwohner (Volkszählung 1992)[2]
- 2001: 2.538 Einwohner (Volkszählung)[3]
- 2010: Neuere Daten für den Kanton liegen noch nicht vor, die Fortschreibung für das Municipio Padcaya geht für die Zeit von 2001 bis 2010 von einem Bevölkerungsanstieg von etwa zehn Prozent aus[4]

Die Bevölkerungsdichte des Municipio Padcaya bei der Volkszählung 2001 betrug 4,2 Einwohner/km², die Lebenserwartung der Neugeborenen lag bei 65,5 Jahren, der Alphabetisierungsgrad bei den über 19-Jährigen betrug 74 Prozent, und zwar 85 Prozent bei Männern und 62 Prozent bei Frauen (2001).
Die Region weist nur einen geringen Anteil indigener Bevölkerung auf, im Municipio Padcaya sprechen 2,8 % der Bevölkerung die Quechua-Sprache.

## Gliederung
Der Kanton Padcaya ist in die folgenden sechs Subkantone (bolivianisch: vicecantones) untergliedert:
- Comunidad Abra de la Cruz – 3 Ortschaften – 453 Einwohner (2001)
- Comunidad Cabildo – 1 Ortschaft – 179 Einwohner
- Comunidad Chalamarca – 1 Ortschaft – 345 Einwohner
- Comunidad Fuerte Grande – 1 Ortschaft – 129 Einwohner
- Comunidad Huancanqui – 1 Ortschaft – 299 Einwohner
- Padcaya – 1 Ortschaft – 1.133 Einwohner